# 이병억 (1879년)
이병억(李秉億, 1879년 8월 23일 ~ 1973년 1월 24일)은 대한민국의 독립운동가이다.
본관은 전주(全州)이고 호(號)는 산남(山南)이다.

## 생애

### 독립 운동
경기도 수원(水原) 출생인 그는 1903년 2월 하와이로 노동 이민을 간 이후, 사탕 수수 농장에서 일하면서 기숙사를 설치하여 한인 노동자들의 거주지를 확보하는 일편, 하와이 거류 한인들에게 한글·영어·수신(修身)·산술(算術) 등을 교수(敎授)하면서 문맹 퇴치 운동과 자치 활동을 전개해 나갔다. 그 후 1906년 미주 본토로 이주하여 뉴욕주 뉴욕 시티 임페리얼 밸리 지역에서 벼농사를 짓다가 1920년 캘리포니아주 로스 앤젤레스로 전격 이주하였다. 이후 그는 이승만(李承晩)의 독립노선을 지지하며 1924년 9월 로스 앤젤레스에서 안상학(安相學) 등과 함께 나성 한인 교민단(羅城 韓人 僑民團)을 조직하고 군자금을 모집하면서 워싱턴에 설치된 구미외교위원부(歐美外交委員部)에 송금하는 등 구미위원부의 외교활동 후원에 앞장섰다. 그 후 1929년 이승만이 로스앤젤레스로 와서 로스앤젤레스 동지회(同志會)를 결성하자 창립위원으로 선정되어 나성한인교민단을 해소하고 나성 동지회(羅城 同志會)를 조직하여 이승만의 활동을 적극 후원하였다. 1941년 4월 20일 하와이 호놀룰루에서 미국내 각 한인 단체 대표들이 모여 해외한족대회(海外韓族大會)를 개최한 데 이어 동년 8월 미주내 모든 단체들이 통합된 재미한족연합위원회(在美韓族聯合委員會)를 조직하자 동지회 회원으로 가담하여 활동하였다. 1943년 9월 이승만 계열이 재미한족연합위원회를 탈퇴하자 함께 탈퇴하여 나성동지회를 동지회 북미총회로 명칭을 변경하고 활동하였다. 그 후 1944년 6월에는 동지회 독자적으로 외교위원부를 설치하여 활동하는 등 이승만의 활동과 정치 노선을 적극 후원하였다.

### 광복 이후
이후 1945년 조선 광복을 미국 LA에서 목도하였고 1946년 12월 대한민국 고국에 귀국하였으며 1947년 3월에서 1955년 2월까지 한국독립당 대표행정연대위원에 재직하였고 1955년 3월에서 1957년 1월까지 자유당 상임고문에 재직하였으며 1957년 2월에서 1969년 12월까지 한국독립당 전임고문 겸 최고위원에 재직하였다.

## 사후
- 대한민국 정부는 고인의 공훈을 기리고자 1995년 대한민국 건국훈장 애족장을 추서하였다.